# ダニエル・クドモア
ダニエル・クドモア（Daniel Cudmore、1981年1月20日 - ）は、カナダの俳優である。『X-メン』シリーズのコロッサス、『トワイライト・サーガ』のフェリックス役などで知られる。

## 生い立ち
ブリティッシュコロンビア州スコーミッシュで生まれ育つ。両親はイングランド系で、母親はブリティッシュコロンビア・フィルム・コミッションで働いている。
ギャノン大学に通い、2000年から2002年まではフットボールチームのメンバーであった。彼はまた、バンクーバーのキャピラノ・ラグビー・フットボール・クラブの元フォワードである。兄のジェイミー・クドモアは、ラグビーワールドカップラグビーカナダ代表チームのメンバーであった。弟のルークもまたキャピラノRFCでプレイしていた。

## キャリア
クドモアの初めてのメジャーな役柄は、2003年の『X-メン』シリーズ第2作『X-MEN2』のピョートル・ラスプーチン（コロッサス）であった。彼はその後『スーパーマン リターンズ』でスーパーマンのオーディションを受けたが、ブランドン・ラウスに敗れた。『トワイライト・サーガ』では第2作『ニュームーン/トワイライト・サーガ』から最終作『トワイライト・サーガ/ブレイキング・ドーン Part2』まででフェリックスを演じた。
2012年7月11日、ウェブシリーズ『Halo 4: Forward Unto Dawn』でマスターチーフを演じることが明らかとなった。
2013年4月より撮影開始された『X-MEN:フューチャー&パスト』では再びコロッサスを演じる。

## フィルモグラフィ
| 年                                                            | 作品名                                                                                      | 役名                                  | 備考           |
| ------------------------------------------------------------- | ------------------------------------------------------------------------------------------- | ------------------------------------- | -------------- |
| 2003                                                          | X-MEN2 X2                                                                                   | ピョートル・ラスプーチン / コロッサス |                |
| 2004                                                          | A Very Cool Christmas                                                                       | ジムの男                              |                |
| 2005                                                          | ボクらのママに近づくな! Are We There Yet?                                                   | 野球選手                              |                |
| 2005                                                          | アローン・イン・ザ・ダーク Alone in the Dark                                                | Agent Barr                            |                |
| 2006                                                          | X-MEN:ファイナル ディシジョン X-Men: The Last Stand                                         | ピョートル・ラスプーチン / コロッサス |                |
|                                                               | スティーヴン・セガール 沈黙の鎮魂歌 Driven to Kill                                          | Young Guy                             |                |
| ニュームーン/トワイライト・サーガ The Twilight Saga: New Moon | フェリックス                                                                                |                                       |                |
| Revolution                                                    | Bito                                                                                        | テレビ映画                            |                |
| 2010                                                          | ドルフ・ラングレン ザ・リベンジャー Icarus                                                  | 殺し屋 #2                             |                |
| 2010                                                          | バトル・オブ・マジック マーリンと魔法の神々 Merlin and the Book of Beasts                   | Dragon Knight                         | テレビ映画     |
| 2010                                                          | エクリプス/トワイライト・サーガ The Twilight Saga: Eclipse                                  | フェリックス                          |                |
| 2010                                                          | A Night for Dying Tigers                                                                    | Dave                                  |                |
| 2010                                                          | パーシー・ジャクソンとオリンポスの神々 Percy Jackson and the Olympians: The Lightning Thief | マンティコア                          | カメオ出演     |
| 2011                                                          | Rites of Passage                                                                            | Moose                                 |                |
| 2011                                                          | To the Mat                                                                                  | Jordy                                 | テレビ映画     |
| 2011                                                          | トワイライト・サーガ/ブレイキング・ドーン Part1 The Twilight Saga: Breaking Dawn - Part 1   | フェリックス                          |                |
| 2012                                                          | ギャングバスターズ The Baytown Outlaws                                                      | リンカーン・ウーディ                  |                |
| 2012                                                          | トワイライト・サーガ/ブレイキング・ドーン Part2 The Twilight Saga: Breaking Dawn - Part 2   | フェリックス                          |                |
| 2012                                                          | Halo 4: Forward Unto Dawn                                                                   | Master Chief Petty Officer John-117   | ウェブシリーズ |
| 2013                                                          | Halo 5                                                                                      | Master Chief Petty Officer John-117   | ウェブシリーズ |
| 2013                                                          | パーシー・ジャクソンとオリンポスの神々/魔の海 Percy Jackson: The Titan's Curse              | マンティコア                          |                |
| 2014                                                          | X-MEN:フューチャー&パスト X-Men: Days of Future Past                                        | ピョートル・ラスプーチン / コロッサス |                |
| 2015                                                          | 12ラウンド3 ロックダウン 12 Rounds 3: Lockdown                                              | ギデオン                              |                |
| 2016                                                          | ウォークラフト Warcraft                                                                     |                                       |                |
| 2016                                                          | Legends of the Hidden Temple                                                                | Thak                                  |                |